# Planter des rêves
Pour plus de détails, voir Fiche technique et Distribution.
Planter des rêves est un court métrage français de Pierre-Antoine Carpentier, produit par Les Productions au Clair de Lune.

## Fiche technique
- Réalisation et scénario : Pierre-Antoine Carpentier
- Production : Les Productions au Clair de Lune
- Photographie : François-Xavier Lereste
- Montage : Marie-Laure Van Glabek
- Musique : Léonard Barbier-Hourdin
- Son : Romain de Gueltzl
- Année de production : 2010
- Genre : Aventure et comédie
- Langue : français
- Durée : 15 minutes 50 secondes
- Visa d'exploitation : 124959

## Distribution
- Michel Crémadès
- Célestin Chapelin
- Dylan Rakocevic

## Distinctions

### 70 sélections en festival  dans une vingtaine de pays et 30 prix
- 4th Kolibri International Festival of Audiovisual Production for Children - La Paz (Bolivia); Kolibri Prize (Meilleure Fiction) et Mention Spéciale du Jury enfant
- 2nd Asheville International Children’s Film Festival (États-Unis); Best Mix Media Prize
- 15th Certamen de cine y video Joven of Irun (Spain); Best Fiction Prize
- 2nd festival national du court métrage d'Hellemes ; Prix d'interprétation Masculine, prix du scénario et Grand Prix du Jury[1]
- 30e rencontre du court métrage de Cabestany ; Prix Jeune Création et Prix du Public
- 10e festival du court métrage en Lussacais de Lussac; Prix du Public
- 6e Festival Faites des courts de Brie-Comte-Robert - Children program ; Prix Court de Récré du Jeune Public
- 2e Festival Vues sur Court de Bischwiller ; Grand Prix du festival
- 4e Étoiles du Court Métrage de Mourenx ; Trophée d'Or
- 7e Festival Ose ce court de Bischheim ; Prix du meilleur scénario
- 9th Festival des 24 courts de Le Mans; Prix d'interprétation Masculine
- 34th festival International Ciné-Vidéo-Psy de Lorquin; Mention de la créativité

### Les autres sélections internationales
- 13th Brussels Short Film Festival (Belgique)
- 10th Buster Copenhagen International Film Festival (Denmark)
- NewFilmmakers Festival of Los Angeles (États-Unis)
- 2010 Saugatuck Children’s Film Festival (États-Unis)
- 3rd Lahore International Children’s Film Festival – Lahore (Pakistan)[2]
- 40e edition of the Giffoni Film Festival – Giffoni (Italia)[3]
- 1st Festival du Film Court francophone d’Atakpamé (Togo)
- 21st Festival Internacional de Curtas-Metragens de São Paulo (Brésil)
- 3er Festival Internacional de Cortometrajes  "La Noche de los cortos" – Lima (Pérou)
- 13th Auburn international film festival for children and young adults – Sydney (Australie)
- 16th International short film in Drama (Grèce)
- 4th Young Cinéma Art (Pologne)
- 28th International Young Audience Film Festival Ale Kino (Pologne)
- 1st Lancaster Children's Film Festival 2010 (Angleterre)
- Doha Tribeca Film Festival 2010 (Qatar)
- 23th European Youth Film Festival of Flanders (Belgique)
- 5th annual international LUMS film festival - FiLUMS 2011 (Pakistan)
- Mo&Friese Children's Short Film Festival Hamburg (Allemagne)[4]
- 16th Flicks Film Festival in Saskatoon (Canada)
- 11th Lanzarote short film festival (Espagne – Iles Canaries)